# Halaban (Lareh Sago Halaban)
Halaban is een bestuurslaag in het regentschap Lima Puluh Kota van de provincie West-Sumatra, Indonesië. Halaban telt 5031 inwoners (volkstelling 2010).